# 王偉 (弘治乙丑進士)
王偉（1468年—？），字士元，山東萊州府膠州即墨縣人，軍籍，明朝政治人物。

## 生平
弘治十七年（1504年）甲子科山東鄉試第十七名舉人。弘治十八年（1505年）中式乙丑科會試第二百九十七名，三甲第二百零一名進士。

## 家族
曾祖王志嚴；祖父王榮，縣丞；父王璣，貢士。母邵氏。慈侍下。